# غيطون
غيطون قرية سوريّة تتبع إداريّاً لمحافظة حلب منطقة أعزاز ناحية أخترين، بلغ تعداد سكانها 1,080 نسمة حسب التعداد السكاني لعام 2004.